# Джеймс I (Англия)
Вижте пояснителната страница за други личности с името Джеймс I.
Джеймс I (на английски: James I; роден Джеймс Чарлс Стюърт) е крал на Англия и Ирландия, също така крал на Шотландия от 1567 г. под името Джеймс VI (на шотландски келтски: Séamus VI, Шеймъс VI, IPA:[ˈʃeɪməs]). Той и потомъкът му Джеймс II са известни и като Якоб/Яков, а оттам и привържениците на династията му са наричани якобити.
Той е първият крал на Англия от династията на Стюартите (от 1603 г.), син на Мария Стюарт и и вторият ѝ съпруг Хенри Стюарт, лорд Дарнли, внуци на Маргарет Тюдор, сестра на Хенри VIII. При Джеймс монархията достига зенита на своята мощ.
Династията на Тюдорите завършва с Елизабет I, която няма наследници. Джеймс е определен за наследник на английския трон от Елизабет I и през 1603 г. става крал и на Англия и Ирландия, след като още от 1-годишната си възраст (1567 г.) e владетел на Шотландия, след като майка му абдикира. Той продължава да бъде крал на 3 кралства в продължение на 22 години, но управленските му успехи са ограничени от нестихващите и станали вече традиционни недоверие между англичани и шотландци и силна омраза между католици и протестанти. За да заглади противоречията, кралят поръчва на специална Комисия да издаде оторизирана версия на Библията, която е отпечатана през 1611 г. Самият той е привърженик на независимата от Рим английска църква. 
Неговата индивидуалност също му носи проблеми. Той е образован и религиозен, но и силно вярващ в особения статут на кралския сан и в собствената си важност и пилее много държавни средства по фаворитите си и за разкош.

## Крал на Шотландия, Англия и Ирландия
Баща му е убит месеци след неговото раждане от врагове на Мери Стюарт, а тя самата, заради недискретния си начин на живот и фанатичния си католицизъм, е принудена да се оттегли, след което заминава за Англия, където е държана като затворница, а накрая и убита по нареждане на своята братовчедка Елизабет Тюдор. До навършване на пълнолетието му Шотландия се управлява от Регентски съвет. Убийствата и интригите характерни за царуванията на майка му и дядо му, остават често явление и при неговото. 
Джеймс се готви дълги години за евентуалното получаване на английския престол. От векове Англия и Шотландия са врагове, които си оспорват властта в Британия, но накрая все пак се обединяват. Това се случва след като четирима поредни английски монарси (Едуард VI, Джейн Грей, Мария I Тюдор и Елизабет I) умират бездетни и династията Тюдор е прекъсната. 
Обаче Джеймс I така и не успява да спечели симпатиите на нацията и е в лоши отношения с Парламента, смятан от него за безполезен за държавата. Отношенията между краля и Парламента постоянно се влошават, под впечатлението от  прекомерните разходи, провалената външна политика и надменността на краля. Той прави големи разходи и игнорира оплакванията на благородниците от държавната политика и Парламентът твърдо отказва да го финансира, смятайки го за безотговорен. 
Междувременно Джеймс присъжда перски ранг на над 200 души, целейки да спечели верността им. Той прави Джордж Вилиърс херцог Бъкингам. Херцогът има огромно влияние във външната политика на кралството, но не и успех в нея. Джеймс се опитва да възстанови добрите си отношения с Испания, сгодявайки престолонаследника Чарлз за испанската инфанта и чрез екзекутиране на сър Уолтър Роли (прочут пират и пътешественик, търсил страната Елдорадо и автор на някои от първите колониални опити на англичаните) по искане на Испания. Годежът се проваля в резултат на действията на фаворита му, а английските крале вземат страната на протестантите в Тридесетгодишната война и остават в конфликт с мощните си съседи Франция и Испания. 
Джеймс I умира от инсулт, комбиниран с дизентерия през 1625 г., след като управлява Шотландия 58 г. и Англия – 22 г. Наследен е от сина си Чарлз I.

## Барутен заговор
Параноята на Джеймс I е подсилена от т.нар. „Барутен заговор“, който е извършен на 5 ноември 1605 г. Гай Фокс и други четирима католици са заловени, готвещи се да взривят сградата, в която заседава Камарата на лордовете, в деня в който кралят трябва да открие Парламентарната сесия. Заговорниците са екзекутирани, но в Англия се надига силна антикатолическа вълна. Джеймс има отрицателно отношение и към пуританите, които са крайни в исканията си. Така започва първата емигрантска вълна към Новия свят.

## Семейство
През 1589 г. се жени за датската принцеса Анна, от която има 7 деца: 
- Уелския принц Чарлз,
- Хенри,
- Елизабет,
- Маргарет,
- Робърт,
- Мери,
- София.